# Interscope-Geffen-A&M
Interscope-Geffen-A&M è un'etichetta discografica statunitense, posseduta dalla Universal Music Group. La società nasce nel 1999, quando la Geffen Records e la A&M Records furono fuse nella Interscope Records.
Interscope-Geffen-A&M possiede svariate altre case discografiche, come la Aftermath Entertainment, la Cherrytree Records, la Star Trak Entertainment, la Delicious Vinyl, la Fontana Records, il Mosley Music Group, la A&M/Octone Records, il will.i.am Music Group.
Alla Interscope-Geffen-A&M sono legati molti famosi artisti come: Billie Eilish, FINNEAS, Madonna, Avicii, Blink-182, Asia, Dr. Dre, Pharrell Williams, N.E.R.D, 50 Cent, G-Unit, Eminem, The Game, Bryan Adams, Black Tide, AFI, The All-American Rejects, The Black Eyed Peas, Mary J. Blige, Teairra Marí, Keyshia Cole, Lady Gaga, Rev Theory, Sheryl Crow, Hollywood Undead, Fergie, Flyleaf, Tatu, Nelly Furtado, Guns N' Roses, Enrique Iglesias, Charles Hamilton, Marilyn Manson, Maroon 5, Weezer, Pussycat Dolls, Ashlee Simpson, No Doubt, Gwen Stefani, Timbaland, Rob Zombie, Sting, New Kids on the Block, Limp Bizkit, Girlicious e Angels & Airwaves.